# رایانه (رسته)
رسته رایانه رسته‌های که کارکنان با مدرک کارشناسی و بالاتر به صورت تطبیقی یا از دانشگاه افسری پس از طی دوره رایانه استخدام نیروی زمینی شده و در گروهان‌های قرارگاه و فاوا سازماندهی می‌شوند و عموماً کارکنان رسته رایانه در شعبه رایانه تیپ و گروهان‌های فاوا مشغول به کار شده و امورات فنی رایانه‌های پادگان، چاپخانه پادگان و ... را بر عهده می‌گیرند.

رسته رایانه ارتش جمهوری اسلامی ایران
رسته رایانه سپاه پاسداران انقلاب اسلامی
رسته رایانه نیروی انتظامی جمهوری اسلامی ایران